# Ketef Hinnom

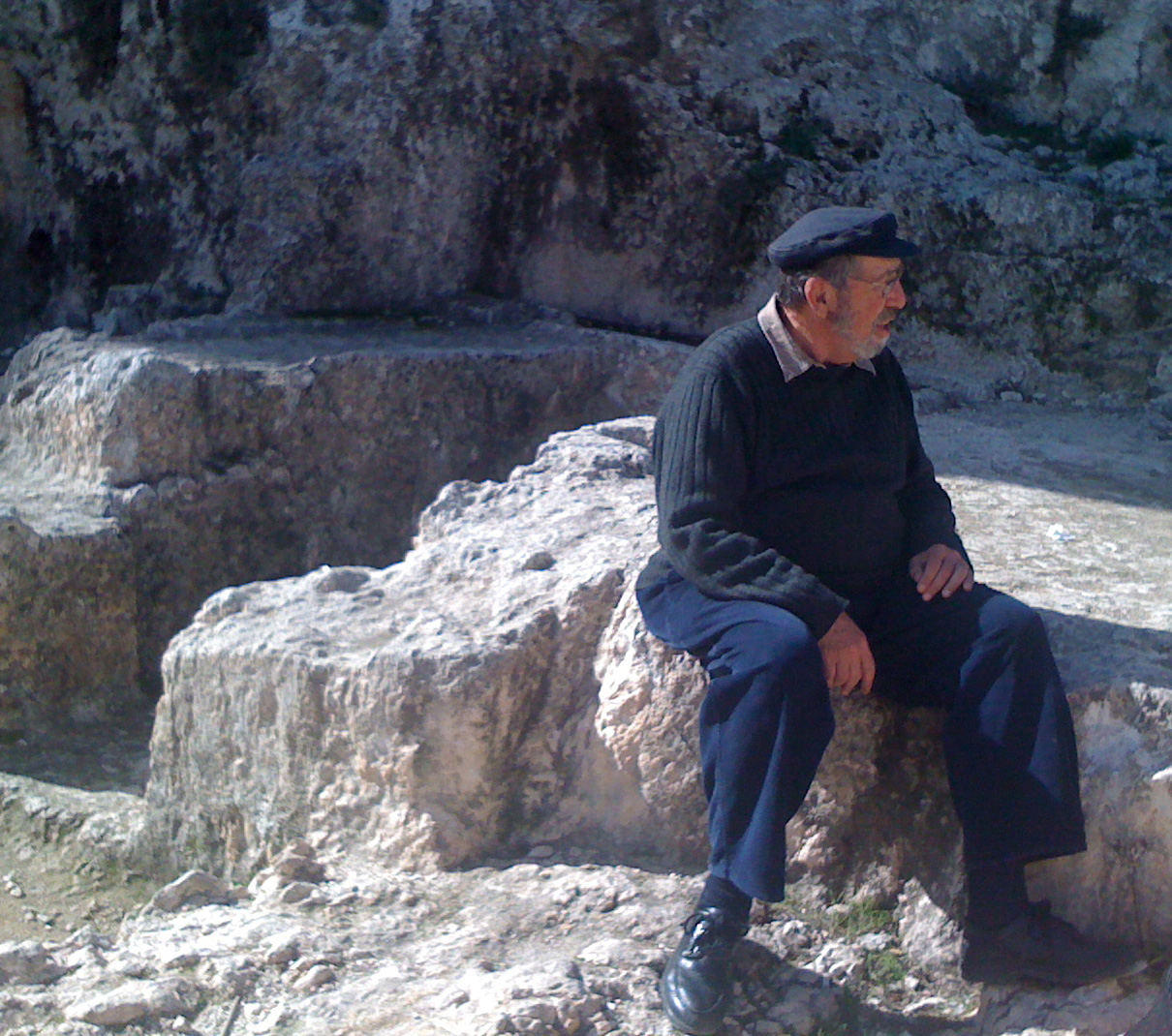
Gabriel Barkay sur le site de fouilles de Ketef Hinnom.

Ketef Hinnom (en hébreu « l'épaule d'Hinnom ») est une colline dominant la vallée de Hinnom, au sud-ouest de la Vieille ville de Jérusalem. Entre 1975 et 1995, plusieurs campagnes de fouilles y furent menées, dirigées par Gabriel Barkay (en). Dans la zone proche de l'église Saint-André, des éléments allant de l'âge du fer à la période ottomane ont été mis au jour.
Les deux objets les plus importants trouvés dans une grotte funéraire sont deux petits rouleaux d'argent découvert en 1979. Ils furent précautionneusement déroulés par les spécialistes des laboratoires du Musée d'Israël. Ils portaient au revers une inscription en écriture paléo-hébraïque.
La plus large de ces deux plaques mesure 97 sur 27 mm, et la plus petite 39 sur 11 mm. La grande plaque contient une inscription de dix-huit lignes, lisible pour l'essentiel. L'une et l'autre contiennent des formules de bénédictions en écriture paléo-hébraïque, presque identiques à la bénédiction sacerdotale figurant dans le Livre des Nombres VI, 24-26. Ce texte, qui remonte à la fin du VIIe ou du début du VIe siècle av. J.-C., constitue le plus ancien fragment connu d'un texte biblique à ce jour ; il précède de quelque cinq siècles les manuscrits de la mer Morte. Le nom YHWH y apparaît écrit. Ces minuscules rouleaux d'argent étaient sans doute portés en amulettes autour du cou.